# Gymnastes (Paragymnastes) maya
Gymnastes (Paragymnastes) maya is een tweevleugelige uit de familie steltmuggen (Limoniidae). De soort komt voor in het Oriëntaals gebied.